# Casa de Baden

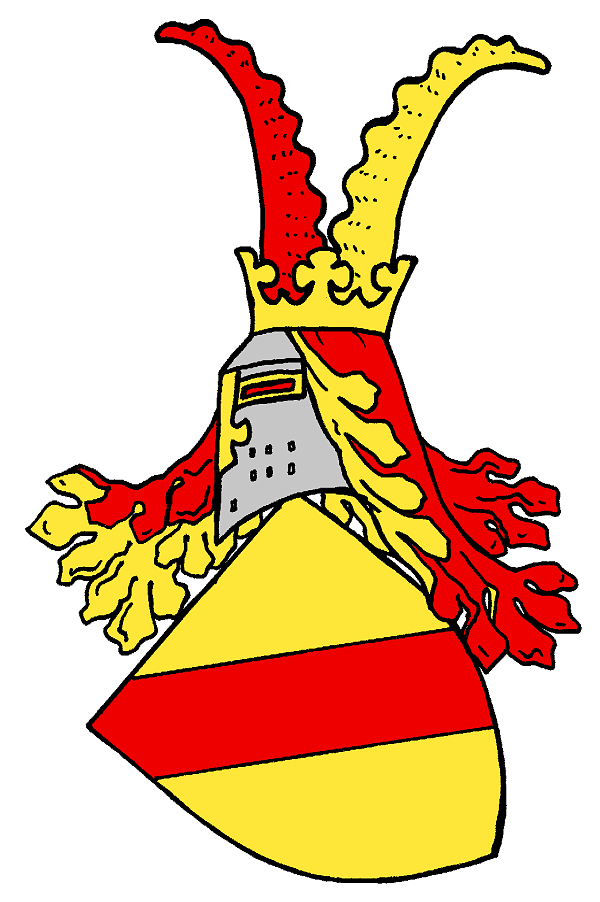
Brasão de armas da casa de Baden

A Casa de Baden ou, na sua forma aportuguesada, de Bade (em alemão:Haus Baden) pertence há séculos à nobreza alemã. Sendo a linha mais jovem da Casa de Zähringen. O primeiro marquês de Baden foi Hermann II, neto de Berthold I, Duque de Zähringen e Caríntia. Ele começou a reinar em 1074 e tomou o título de marquês em 1112.  A família tem raízes em Breisgau, o Ortenaukreis, Baar, o Hegau e o Thurgau. Já no início da idade média através do ancestral comum de Zähringen e mais tarde Casa de Baden nas áreas mencionadas lhes deu direitos dinásticos e, portanto, foram uma das principais famílias no sudoeste do Ducado da Suábia.
Seus Estados repetidamente foram compartilhadas entre seus descendentes, que deu origem a vários ramos. Hermann V de Baden e Henrique I de Baden-Hachberg, filho de Hermann IV de Baden, como resultado de uma divisão que ocorreu em 1190, tornou-se o tronco de duas novas linhas, aqueles de:
- Baden - Baden,
- Baden-Hachberg.

## História

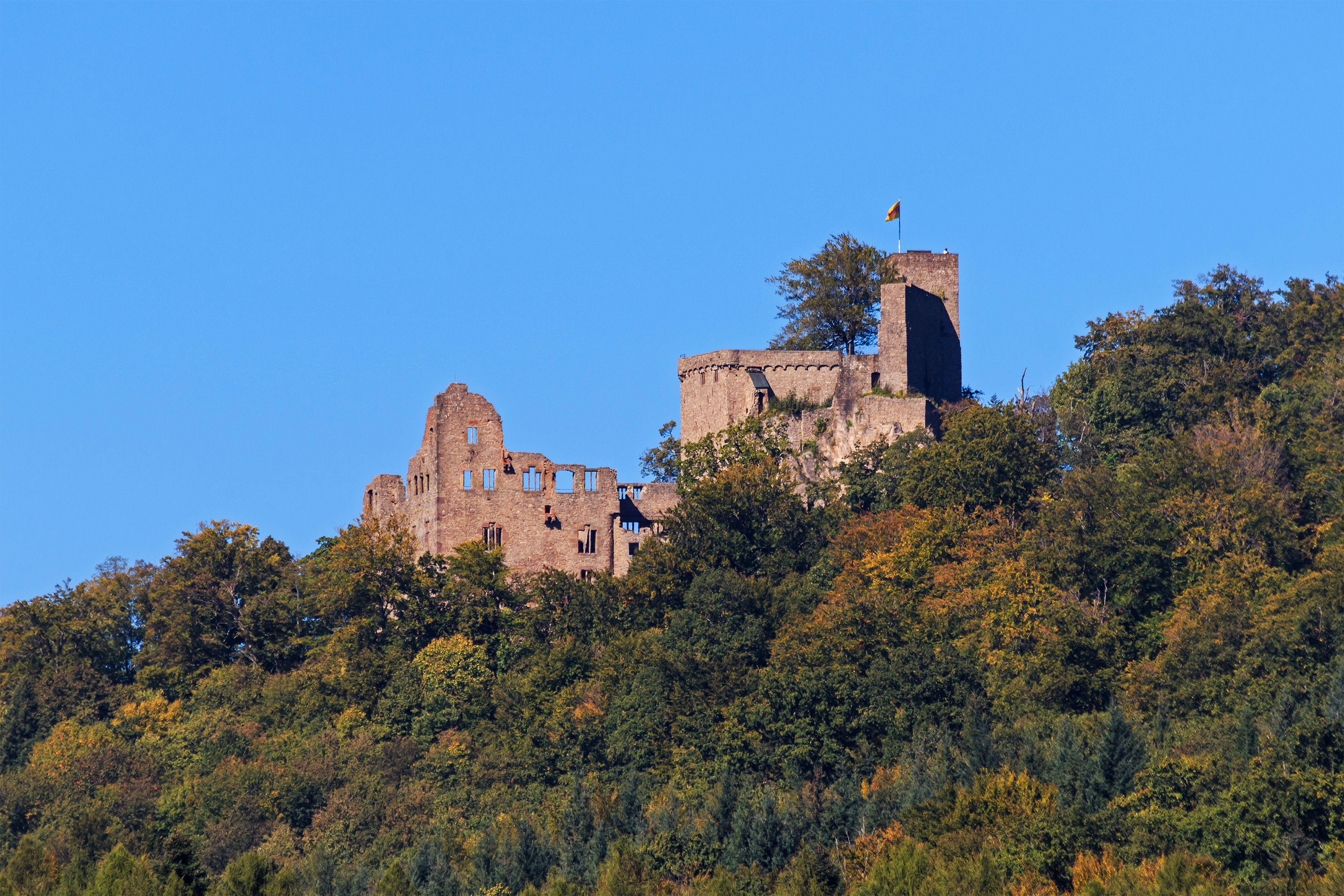
Castelo ancestral da família - Hohenbaden em Baden-Baden.

Foi fundador da Casa Hermann I, o filho mais velho do Duque Berthold I von Zähringen e, Hermann II, foi o primeiro a nomear a família, em 1112, devido ao Castelo de Baden. Como marquês de Baden, a família decidiu ao longo dos séculos os seus territórios ao Sul. Em 1535, por herança do marqueses de Baden-Baden e de Baden-Durlach formaram a Marca de Baden. O marquês Carlos Frederico em 1771 fundiu as duas marcas, novamente, por herança. Ele foi no fim do Sacro Império Romano-Germânico elevado a Príncipe-eleitor e, em seguida, após a dissolução do Sacro Império Romano-Germânico em 1806, a Grão-duque.
Em 1830 provenientes de Luise Karoline von Hochberg, por linha morganática, tomou-se o Grão-Duque. Houve rumores de que Kaspar Hauser era seu filho do falecido Grão-Duque falecido em 1818 Carlos I de Baden e, por isso, o verdadeiro príncipe-herdeiro, mas chegou-se à conclusão que essa afirmação era falsa. A herança da alta margem de Berger foram entretanto já em 1818 no Congresso de Chapelle reconhecido internacionalmente. Esta linha jogou tanto na Fundação do Império Alemão com um papel importante, como Grão-duque Frederico I, no Salão dos espelhos do Palácio de Versalhes, foi o primeiro "a aclamar o novo Kaiser Guilherme I". Já próximo da dissolução do Império alemão, foi o chanceler Maximiliano de Baden que, em 9 de novembro de 1918, anunciou a abdicação do Kaiser Guilherme II.

## Túmulos

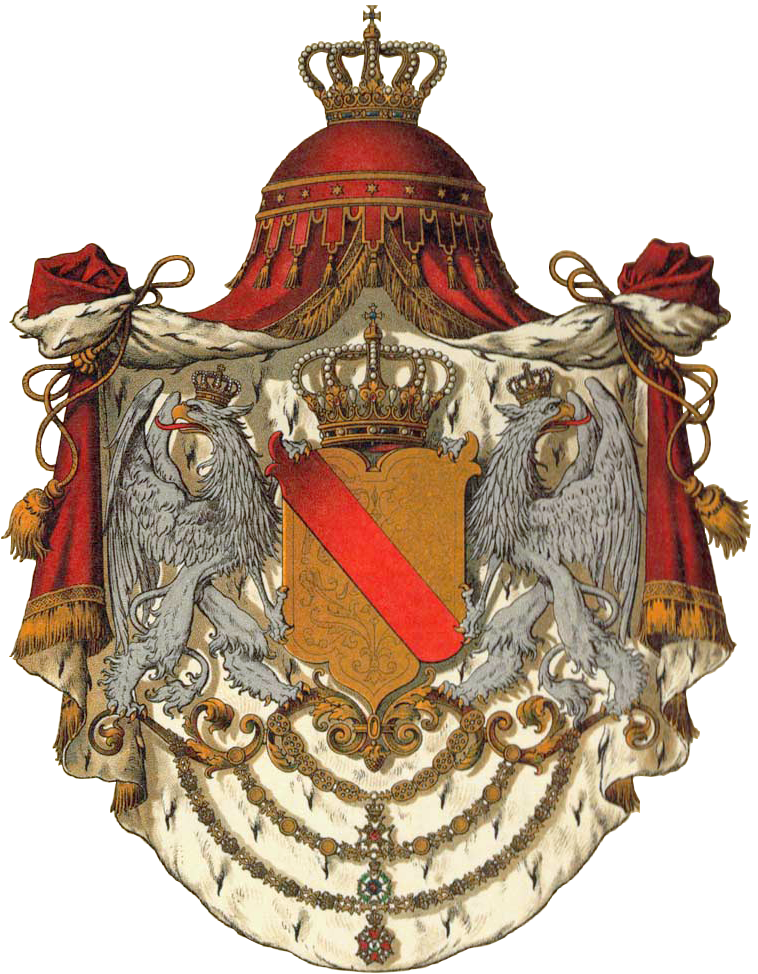
Grande Brasão de Armas Casa Grã-Ducal de Baden

Em 1116 foi doado pelo marquês Hermano I os Cânones agostinianos de Backnang da pena que era o lugar do enterro do sexo então a 1248. Em 1248, mudou-se o lugar do enterro no recém fundado Mosteiro de Lichtenthal. De Bernard (m. 1431) a Colegiada em Baden(-Baden) foi usado como um lugar de enterro, os membros da linha Baden-Baden foram enterrados aqui.
O marquês de Baden-Durlach serviu-se do Palácio e a Igreja da Colegiada de São Miguel em Pforzheim 1535 (último funeral foi em 1860). Os membros da Família de Grã-Ducal de Baden foram sepultados na Igreja da cidade protestante em Karlsruhe, Alemanha. Grã-Ducal Capela funerária da floresta de Karlsruhe Hardt como um mausoléu, foi construído na década de 1890. Vale mencionar também a pirâmide de Karlsruhe, como um túmulo para o município fundado por Carlos Guilherme.
Desde a abolição da Monarquia, os membros da Família são sepultados em Salém .
Os túmulos principais para as linhas de Baden foram:
- o mosteiro Tenne Bach para Baden-Hachberg,
- a Igreja de Gallus para Hachberg-Sausenberg
- a Igreja de São Nicolau de Rodemachern para Rodemachern de Baden.

## Casa de Zähringer
O resultado da Casa com uma linha cadete da Casa de Zähringen foi generalizada na literatura, mas é de fato historicamente imprecisa. O mal-entendido baseia-se nos primórdios do país e na pesquisa histórica de Casa por Johann Daniel Schöpflin. Ambas as casas tem um ancestral comum Bertoldo I da Caríntia com Duque, mas este nunca sustentou o título de Duque de Zähringen. No século XIX, a Casa de Baden forçou o seu equiparamento com a Casa de Zähringen para fins propagandístico historicamente para fundamentar o pedido de novos territórios de Erguido e o título de Grão-duque.

## Após 1918
Em 22 de novembro de 1918, no decorrer da revolução alemã, o último Grão-Duque de Baden abdicou, em seu nome e de seus sucessores, e foi chamado de marquês de Baden, Chefe da Casa de Baden. A república de Baden, recém-formada, assumiu o Palácio Real de Karlsruhe, e os castelos em Rastatt, Mannheim, Schwetzingen e Bruchsal, e deixou em um acordo os castelos Baden em Baden-Baden e em Salem com os tesouros de arte incluídas. Para cobrir a alta dívida que foi adquirida, a Casa Real vendeu o seu castelo em Baden-Baden, após o leilão da arte tesouros 2003 para um investidor do Kuwait.
O Estado de Baden-Württemberg assumiu castelo de Salem em 2009. Em 2006, a tentativa tinha atraído o príncipe Bernhard de Baden e o governo de estado de Baden-Württemberg, Günther Oettinger a sensação, para ganhar, essa propriedade cultural do Badische Landesbibliothek a venda deveria ser oferecida para o financiamento da renovação do Castelo. Este incidente ficou conhecido como caso de herança de Karlsruhe e foi acompanhado por feroz debate no parlamento de estado de Baden-Württemberg.

## Chefes da casa de Baden desde 1918
Os governantes da Casa de Baden até 1918 podem ser encontrados na lista de marqueses e o Grão-Duques de Baden. Detalhes sobre a genealogia da casa de Baden podem ser tomados na lista de governantes de Baden .
A tabela a seguir lista os antigos chefes da Casa após a 1918:
| \| Name \| Zeitraum \| \| ----------------------------------------------------------------------- \| --------------- \| \| Frederico II de Baden (anteriormente Frederico II, Grão-Duque de Baden) \| 1918–1928 \| \| Max Príncipe de Baden (em 1918 o último Chanceler do Império) \| 1928–1929 \| \| Bertolo de Baden \| 1929–1963 \| \| Maximiliano de Baden \| 1963-atualmente \| Membros de destaque da casa foram: - Bernhard II de Baden. (1428/29 - 1458), Beato da Igreja Católica - Luís Guilherme de Baden-Baden (1655 - 1707), gen. Türkenlouis - Carlos guilherme, de Baden-Durlach (1679 - 1738), Fundador de Karlsruhe - Carlos Frederico, desde 1771 marquês de Baden e 1806 fundador do Grão-Ducado - Frederico I, de Grão-Duque de Baden, de 1856 a 1907 - Marca de Baden - Marca de Baden-Baden - Marca de Baden-Durlach - Grão-Ducado de Baden - Lista de soberanos de Baden - Genealogia da Casa de Baden 1. - Kathrin Ellwarth: Das Haus Baden in Vergangenheit und Gegenwart. Börde-Verlag, Werl 2008, ISBN 978-3-981-1993-1-4 - Timo John: Die Großherzöge und Großherzoginnen von Baden. Kunstverlag Josef Fink, Lindenberg 2008, ISBN 978-3-89870-409-0 |                 |
| Name | Zeitraum        |
| Frederico II de Baden (anteriormente Frederico II, Grão-Duque de Baden) | 1918–1928       |
| Max Príncipe de Baden (em 1918 o último Chanceler do Império) | 1928–1929       |
| Bertolo de Baden | 1929–1963       |
| Maximiliano de Baden | 1963-atualmente |